# Spojené státy americké na Letních olympijských hrách 1984
Spojené státy americké na Letních olympijských hrách 1984 v Los Angeles reprezentovalo 522 sportovců (339 mužů a 183 žen), ve 217 disciplínách v 25 sportech.

## Medailisté
| Medaile | Jméno | Sport                   | Soutěž                                |
| ------- | --- | ----------------------- | ------------------------------------- |
| Zlato   | Carl Lewis | Atletika                | Muži, 100 metrů                       |
| Zlato   | Carl Lewis | Atletika                | Muži, 200 metrů                       |
| Zlato   | Alonzo Babers | Atletika                | Muži, 400 metrů                       |
| Zlato   | Roger Kingdom | Atletika                | Muži, 110 m překážek                  |
| Zlato   | Edwin Moses | Atletika                | Muži, 400 m překážek                  |
| Zlato   | Sam Graddy Carl Lewis Ron Brown Calvin Smith | Atletika                | Muži, štafeta 4 × 100 m               |
| Zlato   | Ray Armstead Alonzo Babers Antonio McKay Sunder Nix | Atletika                | Muži, štafeta 4 × 400 m               |
| Zlato   | Carl Lewis | Atletika                | Muži, skok daleký                     |
| Zlato   | Al Joyner | Atletika                | Muži, trojskok                        |
| Zlato   | Evelyn Ashfordová | Atletika                | Ženy, 100 metrů                       |
| Zlato   | Valerie Briscoová-Hooksová | Atletika                | Ženy, 200 metrů                       |
| Zlato   | Valerie Briscoová-Hooksová | Atletika                | Ženy, 400 metrů                       |
| Zlato   | Joan Benoitová | Atletika                | Ženy, marathon                        |
| Zlato   | Benita Fitzgeraldová | Atletika                | Ženy, 100 m překážek                  |
| Zlato   | Evelyn Ashfordová Jeanette Bolden Alice Brownová Chandra Cheeseboroughová | Atletika                | Ženy, štafeta 4 × 100 m               |
| Zlato   | Valerie Briscoová-Hooksová Chandra Cheeseboroughová Sherri Howard Lillie Leatherwood | Atletika                | Ženy, štafeta 4 × 400 m               |
| Zlato   | Steve Alford Patrick Ewing Vern Fleming Michael Jordan Joe Kleine Jon Koncak Chris Mullin Sam Perkins Alvin Robertson Wayman Tisdale Jeff Turner Leon Wood                                                                             | Basketbal               | Turnaj mužů                           |
| Zlato   | Cathy Boswell Denise Curry Anne Donovan Teresa Edwards Lea Henry Janice Lawrence Pamela McGee Carol Menken-Schaudt Cheryl Miller Kim Mulkey Cindy Noble Lynette Woodard                                                                | Basketbal               | Turnaj žen                            |
| Zlato   | Paul Gonzales | Box                     | Muži, lehká muší váha                 |
| Zlato   | Steve McCrory | Box                     | Muži, muší váha                       |
| Zlato   | Meldrick Taylor | Box                     | Muži, pérová váha                     |
| Zlato   | Pernell Whitaker | Box                     | Muži, lehká váha                      |
| Zlato   | Jerry Page | Box                     | Muži, lehká velterová váha            |
| Zlato   | Mark Breland | Box                     | Muži, velterová váha                  |
| Zlato   | Frank Tate | Box                     | Muži, lehká střední váha              |
| Zlato   | Henry Tillman | Box                     | Muži, těžká váha                      |
| Zlato   | Tyrell Biggs | Box                     | Muži, super těžká váha                |
| Zlato   | Mark Gorski | Cyklistika              | Muži 1000 m sprint                    |
| Zlato   | Steve Hegg | Cyklistika              | Muži 4000 m stíhačka jednotlivců      |
| Zlato   | Alexi Grewal | Cyklistika              | Muži, silniční závod                  |
| Zlato   | Connie Carpenter-Phinney | Cyklistika              | Ženy, silniční závod                  |
| Zlato   | Bart Conner | Sportovní gymnastika    | Muži, bradla                          |
| Zlato   | Peter Vidmar | Sportovní gymnastika    | Muži, kůň našíř                       |
| Zlato   | Bart Conner Timothy Daggett Mitchell Gaylord James Hartung Scott Johnson Peter Vidmar | Sportovní gymnastika    | Muži, víceboj                         |
| Zlato   | Mary Lou Rettonová | Sportovní gymnastika    | Ženy, víceboj                         |
| Zlato   | Julianne McNamara | Sportovní gymnastika    | Ženy, bradla                          |
| Zlato   | Jonathan McKee Carl Buchan | Jachting                | Třída Flying Dutchman                 |
| Zlato   | Robbie Haines Rod Davis | Jachting                | Třída Soling                          |
| Zlato   | William Earl Buchan Steven Erickson | Jachting                | Třída Star                            |
| Zlato   | Bruce Davidson Michael Plumb Karen Stivesová Torrance Fleischmannová | Jezdectví               | týmy, soutěž všestranné způsobilosti  |
| Zlato   | Joseph Fargis | Jezdectví               | parkurové skákání                     |
| Zlato   | Leslie Burr Joseph Fargis Conrad Homfeld Melanie Smithová | Jezdectví               | týmy, parkurové skákání               |
| Zlato   | Darrell Pace | Lukostřelba             | Muži jednotlivci                      |
| Zlato   | Rowdy Gaines | Plavání                 | Muži, 100 m volný styl                |
| Zlato   | George DiCarlo | Plavání                 | Muži, 400 m volný styl                |
| Zlato   | Mike O'Brien | Plavání                 | Muži, 1500 m volný styl               |
| Zlato   | Rick Carey | Plavání                 | Muži, 100 m znak                      |
| Zlato   | Rick Carey | Plavání                 | Muži, 200 m znak                      |
| Zlato   | Steve Lundquist | Plavání                 | Muži, 100 m prsa                      |
| Zlato   | Matt Biondi Chris Cavanaugh Rowdy Gaines Mike Heath | Plavání                 | Muži 4 × 100 m volný styl štafeta     |
| Zlato   | Jeff Float Geoff Gaberino Bruce Hayes David Larson Mike Heath | Plavání                 | Muži 4 × 200 m volný styl štafeta     |
| Zlato   | Rick Carey Rowdy Gaines Steve Lundquist Pablo Morales | Plavání                 | Muži 4 × 100 m polohová štafeta       |
| Zlato   | Nancy Hogsheadová | Plavání                 | Ženy, 100 m volný styl                |
| Zlato   | Carrie Steinseiferová | Plavání                 | Ženy, 100 m volný styl                |
| Zlato   | Mary Wayteová | Plavání                 | Ženy, 200 m volný styl                |
| Zlato   | Tiffany Cohenová | Plavání                 | Ženy, 400 m volný styl                |
| Zlato   | Tiffany Cohenová | Plavání                 | Ženy, 800 m volný styl                |
| Zlato   | Theresa Andrewsová | Plavání                 | Ženy, 100 m znak                      |
| Zlato   | Mary T. Meagherová | Plavání                 | Ženy, 100 m motýlek                   |
| Zlato   | Mary T. Meagherová | Plavání                 | Ženy, 200 m motýlek                   |
| Zlato   | Tracy Caulkinsová | Plavání                 | Ženy, 200 m polohovka                 |
| Zlato   | Tracy Caulkinsová | Plavání                 | Ženy, 400 m polohovka                 |
| Zlato   | Nancy Hogsheadová Jenna Johnsonová Carrie Steinseiferová Dara Torresová | Plavání                 | Ženy, 4 × 100 m volný styl štafeta    |
| Zlato   | Theresa Andrewsová Tracy Caulkinsová Nancy Hogsheadová Mary T. Meagherová | Plavání                 | Ženy, 4 × 100 m polohová štafeta      |
| Zlato   | Greg Louganis | Skoky do vody           | Muži, 3 m prkno                       |
| Zlato   | Greg Louganis | Skoky do vody           | Muži, 10 m věž                        |
| Zlato   | Ed Etzel | Sportovní střelba       | Muži, malorážka                       |
| Zlato   | Matthew Dryke | Sportovní střelba       | Muži, skeet                           |
| Zlato   | Pat Spurgin | Sportovní střelba       | Ženy, vzduchová pistole               |
| Zlato   | Tracie Ruizová | Synchronizované plavání | Ženy, jednotlivkyně                   |
| Zlato   | Candy Costiea Tracie Ruizová | Synchronizované plavání | Ženy, dvojice                         |
| Zlato   | Paul Enquista Bradley Lewis | Veslování               | Muži, dvojskif                        |
| Zlato   | Betsy Beard Carol Bower Jeanne Flanagan Carie Graves Kathryn Keeler Harriet Metcalf Kristine Norelius Shyril O'Steen Kristen Thorsness                                                                                                 | Veslování               | Ženy, osma                            |
| Zlato   | Dusty Dvorak Dave Saunders Steven Salmons Paul Sunderland Rich Duwelius Steve Timmons Craig Buck Marc Waldie Chris Marlowe Aldis Berzins Patrick Powers Karch Kiraly                                                                   | Volejbal                | Turnaj mužů                           |
| Zlato   | Bobby Weaver | Zápas                   | Muži, volný styl do 48 kg             |
| Zlato   | Randy Lewis | Zápas                   | Muži, volný styl do 62 kg             |
| Zlato   | David Schultz | Zápas                   | Muži, volný styl do 74 kg             |
| Zlato   | Mark Schultz | Zápas                   | Muži, volný styl do 82 kg             |
| Zlato   | Ed Banach | Zápas                   | Muži, volný styl do 90 kg             |
| Zlato   | Lou Banach | Zápas                   | Muži, volný styl do 100 kg            |
| Zlato   | Bruce Baumgartner | Zápas                   | Muži, volný styl nad 100 kg           |
| Zlato   | Steve Fraser | Zápas                   | Muži, řecko-římský do 90 kg           |
| Zlato   | Jeff Blatnick | Zápas                   | Muži, řecko-římský nad 100 kg         |
| Stříbro | Sam Graddy | Atletika                | Muži, 100 metrů                       |
| Stříbro | Kirk Baptiste | Atletika                | Muži, 200 metrů                       |
| Stříbro | Greg Foster | Atletika                | Muži, 110 m překážek                  |
| Stříbro | Danny Harris | Atletika                | Muži, 400 m překážek                  |
| Stříbro | Mike Tully | Atletika                | Muži, skok o tyči                     |
| Stříbro | Mike Conley | Atletika                | Muži, trojskok                        |
| Stříbro | Michael Carter | Atletika                | Muži, vrh koulí                       |
| Stříbro | Mac Wilkins | Atletika                | Muži, hod diskem                      |
| Stříbro | Alice Brownová | Atletika                | Ženy, 100 metrů                       |
| Stříbro | Florence Griffith-Joynerová | Atletika                | Ženy, 200 metrů                       |
| Stříbro | Chandra Cheeseboroughová | Atletika                | Ženy, 400 metrů                       |
| Stříbro | Kim Gallagherová | Atletika                | Ženy, 800 metrů                       |
| Stříbro | Judi Brownová | Atletika                | Ženy, 400 m překážek                  |
| Stříbro | Leslie Denizová | Atletika                | Ženy, hod diskem                      |
| Stříbro | Jackie Joynerová | Atletika                | Ženy, sedmiboj                        |
| Stříbro | Virgil Hill | Box                     | Muži, střední váha                    |
| Stříbro | Nelson Vails | Cyklistika              | Muži, 1000 m sprint                   |
| Stříbro | Rebecca Twigg | Cyklistika              | Ženy, silniční závod                  |
| Stříbro | Brent Emery David Grylls Steve Hegg Patrick McDonough Leonard Nitz | Cyklistika              | Muži, 4000 m týmová stíhačka          |
| Stříbro | Peter Vidmar | Sportovní gymnastika    | Muži, víceboj                         |
| Stříbro | Mitchell Gaylord | Sportovní gymnastika    | Muži, přeskok                         |
| Stříbro | Mary Lou Rettonová | Sportovní gymnastika    | Ženy, přeskok                         |
| Stříbro | Julianne McNamara | Sportovní gymnastika    | Ženy, prostná                         |
| Stříbro | Pamela Bileck Michelle Dusserre Kathy Johnson Julianne McNamara Mary Lou Rettonová Tracee Talavera | Sportovní gymnastika    | Ženy, víceboj                         |
| Stříbro | Steve Benjamin Hans Steinfeld | Jachting                | Třída 470                             |
| Stříbro | John Bertrand | Jachting                | Třída Finn                            |
| Stříbro | Scott Steele | Jachting                | Třída Sailboard                       |
| Stříbro | Randy SmythaJay Glaser | Jachting                | Třída Tornado                         |
| Stříbro | Karen Stives | Jezdectví               | soutěž všestranné způsobilosti        |
| Stříbro | Conrad Homfeld | Jezdectví               | parkurové skákání                     |
| Stříbro | Robert Berland | Judo                    | Muži, střední váha (86 kg)            |
| Stříbro | Richard McKinney | Lukostřelba             | Muži, jednotlivci                     |
| Stříbro | Dean Glenesk Robert Losey Michael Storm | Moderní pětiboj         | Muži                                  |
| Stříbro | Mike Heath | Plavání                 | Muži 200 m volný styl                 |
| Stříbro | John Mykkanen | Plavání                 | Muži 400 m volný styl                 |
| Stříbro | George DiCarlo | Plavání                 | Muži 1500 m volný styl                |
| Stříbro | Dave Wilson | Plavání                 | Muži 100 m znak                       |
| Stříbro | Pablo Morales | Plavání                 | Muži 100 m motýlek                    |
| Stříbro | Pablo Morales | Plavání                 | Muži 200 m polohový závod             |
| Stříbro | Cynthia Woodhead | Plavání                 | Ženy 200 m volný styl                 |
| Stříbro | Michelle Richardson | Plavání                 | Ženy 800 m volný styl                 |
| Stříbro | Betsy Mitchell | Plavání                 | Ženy 100 m znak                       |
| Stříbro | Amy White | Plavání                 | Ženy 200 m znak                       |
| Stříbro | Susan Rapp | Plavání                 | Ženy 200 m prsa                       |
| Stříbro | Jenna Johnson | Plavání                 | Ženy 100 m motýlek                    |
| Stříbro | Nancy Hogshead | Plavání                 | Ženy 200 m polohový závod             |
| Stříbro | Bruce Kimball | Skoky do vody           | Muži, 10 m věž                        |
| Stříbro | Kelly McCormick | Skoky do vody           | Ženy, 3 m prkno                       |
| Stříbro | Michele Mitchell | Skoky do vody           | Ženy, 10 m věž                        |
| Stříbro | Ruby Fox | Sportovní střelba       | Ženy, Sport Pistol                    |
| Stříbro | David Clark Alan Forney Jonathan Smith Phillip Stekl | Veslování               | Muži, párová čtyřka                   |
| Stříbro | Michael Bach Edwards Ives Thomas Kiefer Gregory Springer John Stillings | Veslování               | Muži, nepárová čtyřka s kormidelníkem |
| Stříbro | Chip Lubsen Andrew Sudduth John Terwilliger Christopher Penny Tom Darling Fred Borchelt Charles Clapp III Bruce Ibbetson Bob Jaugstetter                                                                                               | Veslování               | Muži, osma                            |
| Stříbro | Charlotte Geer | Veslování               | Ženy, skif                            |
| Stříbro | Virginia Gilder Joan Lind Anne Marden Kelly Rickon Lisa Rohde | Veslování               | Ženy, párová čtyřka s kormidelníkem   |
| Stříbro | Craig Wilson Kevin Robertson Gary Figueroa Peter Campbell Doug Burke Joseph Vargas Jon Svendsen John Siman Andrew McDonald Terry Schroeder Jody Campbell Timothy Shaw Christopher Dorst                                                | Vodní pólo              | Turnaj mužů                           |
| Stříbro | Paula Weishoffová Susan Woodstraová Rita Crockettová Laura Flachmeierová Carolyn Beckerová Flora Hymanová Rose Magersová Julie Vollertsenová Debbie Greenová Kimberly Ruddinsová Jeanne Beaupreyová Linda Chisholmová                  | Volejbal                | Turnaj žen                            |
| Stříbro | Mario Martinez | Vzpírání                | Muži, super těžká váha                |
| Stříbro | Barry Davis | Zápas                   | Muži volný styl do 57 kg              |
| Stříbro | Andrew Rein | Zápas                   | Muži, volný styl do 68 kg             |
| Stříbro | Greg Gibson | Zápas                   | Muži, řecko-římský do 100 kg          |
| Bronz   | Thomas Jefferson | Atletika                | Muži 200 metrů                        |
| Bronz   | Antonio McKay | Atletika                | Muži 400 metrů                        |
| Bronz   | Earl Jones | Atletika                | Muži 800 metrů                        |
| Bronz   | Brian Diemer | Atletika                | Muži 3000 m překážek                  |
| Bronz   | Earl Bell | Atletika                | Muži, skok o tyči                     |
| Bronz   | Dave Laut | Atletika                | Muži, vrh koulí                       |
| Bronz   | John Powell | Atletika                | Muži hod diskem                       |
| Bronz   | Kim Turnerová | Atletika                | Ženy 100 m překážek                   |
| Bronz   | Joni Huntleyová | Atletika                | Ženy, skok vysoký                     |
| Bronz   | Evander Holyfield | Box                     | Muži, lehká těžká váha                |
| Bronz   | Greg Barton | Kanoistika              | Muži K1 1000 m                        |
| Bronz   | Leonard Nitz | Cyklistika              | Muži 4000 m stíhačka                  |
| Bronz   | Ron Kiefel Clarence Knickman Davis Phinney Andrew Weaver | Cyklistika              | Muži, silniční závod                  |
| Bronz   | Ronald Merriott | Skoky do vody           | Muži, 3 m prkno                       |
| Bronz   | Christine Seufertová | Skoky do vody           | Ženy, 3 m prkno                       |
| Bronz   | Wendy Wylandová | Skoky do vody           | Ženy, 10 m věž                        |
| Bronz   | Peter Westbrook | Šerm                    | Muži, šavle                           |
| Bronz   | Beth Anders Beth Beglin Regina Buggy Gwen Cheeseman Sheryl Johnson Christine Larson-Mason Kathleen McGahey Anita Miller Leslie Milne Charlene Morett Diane Moyer Marcella Place Karen Shelton Brenda Stauffer Julie Staver Judy Strong | Pozemní hokej           | Turnaj žen                            |
| Bronz   | Mitchell Gaylord | Sportovní gymnastika    | Muži, bradla                          |
| Bronz   | Timothy Daggett | Sportovní gymnastika    | Muži, kůň našíř                       |
| Bronz   | Mitchell Gaylord | Sportovní gymnastika    | Muži, kruhy                           |
| Bronz   | Mary Lou Rettonová | Sportovní gymnastika    | Ženy, bradla                          |
| Bronz   | Mary Lou Rettonová | Sportovní gymnastika    | Ženy, prostná                         |
| Bronz   | Kathy Johnsonová | Sportovní gymnastika    | Ženy, kladina                         |
| Bronz   | Edward Liddie | Judo                    | Muži, extra lehká váha (60 kg)        |
| Bronz   | Robert Espeseth Douglas Herland Kevin Still | Veslování               | Muži, dvojka s kormidelníkem          |
| Bronz   | Daniel Carlisle | Sportovní střelba       | Muži, trap                            |
| Bronz   | Wanda Jewellová | Sportovní střelba       | Ženy, malorážka, tři polohy           |
| Bronz   | Guy Carlton | Vzpírání                | Muži, těžká váha                      |
| Bronz   | James Martinez | Zápas                   | Muži řecko-římský do 68 kg            |

## Výsledky podle disciplín

### Atletika

#### Muži
Muži, 400 metrů
- Alonzo Babers
  - Rozběh — 45.81
  - Čtvrtfinále — 44.75
  - Semifinále — 45.17
  - Finále — 44.27 (→  zlatá medaile)

- Antonio McKay
  - Rozběh — 45.55
  - Čtvrtfinále — 44.72
  - Semifinále — 44.92
  - Finále — 44.71 (→  bronzová medaile)

- Sunder Nix
  - Rozběh — 45.42
  - Čtvrtfinále — 45.31
  - Semifinále — 45.51
  - Finále — 44.75 (→ 5. místo)

Muži, 5 000 metrů
- Doug Padilla
  - Rozběh — 13:52.56
  - Semifinále — 13:41.73
  - Finále — 13:23.56 (→ 7. místo)

- Don Clary
  - Rozběh — 13:44.97
  - Semifinále — 13:46.02 (→ nepostoupil)

- Steve Lacy
  - Rozběh — 13:46.16
  - Semifinále — 13:46.65 (→ nepostoupil)

Muži, 10 000 metrů
- Pat Porter
  - Rozběh — 28:19.94
  - Finále — 28:34.59 (→ 15. místo)

- Craig Virgin
  - Rozběh — 28:37.58 (→ nepostoupil)

- Paul Cummings
  - Rozběh — 29:09.82 (→ nepostoupil)

Muži, marathon
- Pete Pfitzinger — 2:13:53 (→ 11. místo)
- Alberto Salazar — 2:14:19 (→ 15. místo)
- John Tuttle — nedokončil (→ bez umístění)

Muži, skok vysoký
- Dwight Stones
  - Kvalifikace — 2.24m
  - Finále — 2.31m (→ 4. místo)

- Doug Nordquist
  - Kvalifikace — 2.24m
  - Finále — 2.29m (→ 5. místo)

- Milton Goode
  - Kvalifikace — 2.24m
  - Finále — bez zápisu (→ bez umístění)

Muži, skok daleký
- Carl Lewis
  - Kvalifikace — 8.30m
  - Finále — 8.54m (→  zlatá medaile)

- Larry Myricks
  - Kvalifikace — 8.02m
  - Finále — 8.16m (→ 4. místo)

- Mike McRae
  - Kvalifikace — 7.89m
  - Finále — 7.63m (→ 11. místo)

Muži, trojskok
- Al Joyner
  - Finále — 17.26m (→  zlatá medaile)

- Mike Conley
  - Finále — 17.18m (→  stříbrná medaile)

- Willie Banks
  - Finále — 16.75m (→ 6. místo)

Muži, hod oštěpem
- Tom Petranoff
  - Kvalifikace — 85.96m
  - Finále — 78.40m (→ 10. místo)

- Duncan Atwood
  - Kvalifikace — 79.34m
  - Finále — 78.10m (→ 11. místo)

- Steve Roller
  - Kvalifikace — 75.50m (→ nepostoupil, 18. místo)

Muži, skok o tyči
- Mike Tully
  - Kvalifikace — 5.45m
  - Finále — 5.65m (→  stříbrná medaile)

- Earl Bell
  - Kvalifikace — 5.45m
  - Finále — 5.60m (→  bronzová medaile)

- Doug Lytle
  - Kvalifikace — 5.30m
  - Finále — 5.40m (→ 6. místo)

Muži, vrh koulí
- Mike Carter
  - Kvalifikace — 20.69 m
  - Finále — 21.09 m (→  stříbrná medaile)

- Dave Laut
  - Kvalifikace — 20.01 m
  - Finále — 20.97 m (→  bronzová medaile)

- Augie Wolf
  - Kvalifikace — 20.55 m
  - Finále — 20.93 m (→ 4. místo)

Muži, hod diskem
- Mac Wilkins
  - Finále — 66.30 m (→  stříbrná medaile)

- John Powell
  - Finále — 65.46 m (→  bronzová medaile)

- Art Burns
  - Finále — 64.98 m (→ 5. místo)

Muži, hod kladivem
- Bill Green
  - Kvalifikace — 71.38 m
  - Finále — 75.60 m (→ 5. místo)

- Jud Logan
  - Kvalifikace — 71.18 m (→ nepostoupil)

- Ed Burke
  - Kvalifikace — 67.52 m (→ nepostoupil)

Muži, desetiboj
- John Crist
  - Finále Result — 8130 bodů (→ 6. místo)

- Jim Wooding
  - Finále Result — 8091 bodů (→ 7. místo)

- Tim Bright
  - Finále Result — 7862 bodů (→ 12. místo)

Muži, 20 km chůze
- Marco Evoniuk
  - Finále — 1:25:42 (→ 7. místo)

- Jim Heiring
  - Finále — 1:30:20 (→ 23rd place)

- Daniel O'Connor
  - Finále — 1:35:12 (→ 33rd place)

Muži, 50 km chůze
- Carl Schueler
  - Finále — 3:59:46 (→ 6. místo)

- Vince O'Sullivan
  - Finále — 4:22:51 (→ 14. místo)

- Marco Evoniuk
  - Finále — DNF (→ bez umístění)

#### Ženy
Ženy 1 500 metrů
- Ruth Wysockiová
  - Rozběh — 4:06.65
  - Finále — 4:08.32 (→ 8. místo)

- Missy Kaneová
  - Rozběh — 4:11.86 (→ nepostoupila)

- Diana Richburgová
  - Rozběh — 4:13.35 (→ nepostoupila)

Ženy 3 000 metrů
- Mary Deckerová
  - Rozběh — 8.44.38
  - Finále — nedokončila (→ bez umístění)

- Cindy Bremserová
  - Rozběh — 8:43.97
  - Finále — 8:42.78 (→ 4. místo)

- Joan Hansenová
  - Rozběh — 8:58.64
  - Finále — 8:51.53 (→ 8. místo)

Ženy, marathon
- Joan Benoitová
  - Finále — 2:24:52 (→  zlatá medaile)

- Julie Brownová
  - Finále — 2:47:33 (→ 36. místo)

- Julie Isphordingová
  - Finále — nedokončila (→ bez umístění)

Ženy, 400m překážek'
- Judi Brownová
  - Rozběh — 55.97
  - Semifinal — 55.97
  - Finále — 55.20 (→  stříbrná medaile)

- Shariella Barksdaleová
  - Rozběh — 56.89
  - Semifinále — 56.19 (→ nepostoupila)

- Angela Wright-Scottová
  - Rozběh — 59.77 (→ nepostoupila)

Ženy, skok daleký
- Angela Thackerová
  - Kvalifikace — 6.36 m
  - Finále — 6.78 m (→ 4. místo)

- Jackie Joyner-Kerseeová
  - Kvalifikace — 6.76 m
  - Finále — 6.77 m (→ 5. místo)

- Carol Lewisová
  - Kvalifikace — 6.55 m
  - Finále — 6.43 m (→ 9. místo)

Ženy, skok vysoký
- Joni Huntleyová
  - Kvalifikace — 1.90m
  - Finále — 1.97m (→  bronzová medaile)

- Louise Ritterová
  - Kvalifikace — 1.90m
  - Finále — 1.91m (→ 8. místo)

- Pamela Spencerová
  - Kvalifikace — 1.90m
  - Finále — 1.85m (→ 11. místo)

Ženy, hod diskem
- Leslie Denizová
  - Kvalifikace — 56.24m
  - Finále — 64.86m (→  stříbrná medaile)

- Laura De Snooová
  - Kvalifikace — 53.76m
  - Finále — 54.84m (→ 10. místo)

- Lorna Griffinová
  - Kvalifikace — 53.34m
  - Finále — 50.16m (→ 12. místo)

Ženy, vrh koulí
- Carol Cadyová
  - Finále — 17.23 m (→ 7. místo)

- Lorna Griffinová
  - Finále — 17.00 m (→ 9. místo)

- Ramona Pagelová
  - Finále — 16.06 m (→ 11. místo)

Ženy, hod oštěpem
- Karin Smithová
  - Kvalifikace — 61.38m
  - Finále — 62.06m (→ 8. místo)

- Cathy Sulinskiová
  - Kvalifikace — 59.00m
  - Finále — 58.38m (→ 10. místo)

- Lynda Suffinová
  - Kvalifikace — 55.92m (→ nepostoupila)

Ženy, sedmiboj
- Jackie Joynerová
  - Finále Result — 6385 bodů (→  stříbrná medaile)

- Cindy Greinerová
  - Finále Result — 6281 bodů (→ 4. místo)

- Jodi Andersonová
  - Finále Result — nedokončila (→ bez umístění)

### Basketball

#### Muži
- Skupina (B)
  - Vítězství nad Čínou (97-49)
  - Vítězství nad Kanadou (89-68)
  - Vítězství nad Uruguayí (104-68)
  - Vítězství nad Francií (120-62)
  - Vítězství nad Španělskem (101-68)
- Čtvrtfinále
  - Vítězství nad Západním Německem (78-67)
- Semifinále
  - Vítězství nad Kanadou (78-59)
- Finále
  - Vítězství nad Španělskem (96-65) →  zlatá medaile

- Soupiska týmu
  - Steve Alford
  - Patrick Ewing
  - Vern Fleming
  - Michael Jordan
  - Joe Kleine
  - Jon Koncak
  - Chris Mullin
  - Sam Perkins
  - Alvin Robertson
  - Wayman Tisdale
  - Jeff Turner
  - Leon Wood
- 'Hlavní trenér: Bob Knight

#### Ženy
- Preliminary Round
  - Vítězství nad Jugoslávií (83-55)
  - Vítězství nad Austrálií (81-47)
  - Vítězství nad Jižní Koreou (84-47)
  - Vítězství nad Čínou (91-55)
  - Vítězství nad Kanadou (92-61)
- Finále
  - Vítězství nad Jižní Koreou (85-55) →  zlatá medaile
- Soupiska týmu
  - Cathy Boswellová
  - Denise Curryová
  - Anne Donovanová
  - Teresa Edwardsová
  - Lea Henryová
  - Janice Lawrenceová
  - Pamela McGeeová
  - Carol Menken-Schaudtová
  - Cheryl Millerová
  - Kim Mulkeyová
  - Cindy Nobleová
  - Lynette Woodardová

### Box
Muži, lehká mušší váha (– 48 kg)
- Paul Gonzales →  zlatá medaile
  1. První kolo — vítězství nad Kim Kwang-Sun (KOR), 5:0
  2. Druhé kolo — vítězství nad William Bagonza (UGA), 5:0
  3. Čtvrtfinále — vítězství nad John Lyon (GBR), 4:1
  4. Semifinále — vítězství nad Marcelino Bolivar (VEN), 5:0
  5. Finále — vítězství nad Salvatore Todisco (ITA), walk-over

Muži, mušší váha (– 51 kg)
- Steve McCrory →  zlatá medaile
  1. První kolo — vítězství nad Tad Joseph (GRN), walk-over
  2. Druhé kolo — vítězství nad Fausto Garcia (MEX), RSC-1
  3. Čtvrtfinále — vítězství nad Peter Ayesu (MLW), 5:0
  4. Semifinále — vítězství nad Eyüp Can (TUR), 5:0
  5. Finále — vítězství nad Redzep Redzepovski (YUG), 4:1

Muži, bantamová váha (– 54 kg)
- Robert Shannon
  1. První kolo — Bye
  2. Druhé kolo — vítězství nad Sammy Mwangi (Kenya), 5-0
  3. Třetí kolo — prohra s Moon Sung-Kil (South Korea), rozhodčí ukončil zápas ve třetím kole

Muži, střední váha (– 75 kg)
- Virgil Hill →  stříbrná medaile
  1. První kolo – vítězství nad Edward Neblett (Barbados), rozhodčí ukončil zápas ve druhém kole
  2. Druhé kolo – vítězství nad Brian Schumacher (Great Britain), (5:0)
  3. Čtvrtfinále – vítězství nad Damir Škaro (Yugoslavia), (4:1)
  4. Semifinále – vítězství nad Mohamed Zaoui (Algeria), (5:0)
  5. Finále – prohra s Shin Joon-Sup (South Korea), (2:3)

Muži, těžká váha (– 91 kg)
- Henry Tillman →  zlatá medaile
  1. První kolo – Bye
  2. Druhé kolo – vítězství nad Marvin Perez (BOL), RSC-1
  3. Čtvrtfinále – vítězství nad Tevita Taufoou (TNG), RSC-2
  4. Semifinále – vítězství nad Angelo Musone (ITA), 5:0
  5. Finále – vítězství nad Willie DeWit (CAN), 5:0

### Cyklistika
Muži, silniční závod
- Alexi Grewal — 4:59:57 (→  zlatá medaile)
- Davis Phinney — +1:19 (→ 5. místo)
- Thurlow Rogers — +1:19 (→ 6. místo)
- Ron Kiefel — +1:43 (→ 9. místo)

Ženy, silniční závod
- Connie Carpenter-Phinneyová — 2:11:14 (→  zlatá medaile)
- Rebecca Twiggová — 2:11:14 (→  stříbrná medaile)
- Janelle Parksová — 2:13:28 (→ 10. místo)
- Kristin Inga Thompsonová — 2:13:28 (→ 21. místo)

### Lukostřelba
Ženy:
- Katrina Kingová — 2508 bodů (→ 7. místo)
- Ruth Roweová — 2477 bodů (→ 12. místo)
- Benita Eddsová — 2366 bodů (→ 34. místo)

Muži:
- Darrell Pace — 2616 bodů (→  zlatá medaile a olympijský rekord)
- Richard McKinney — 2564 bodů (→  stříbrná medaile)
- Glenn Meyers — 2488 bodů (→ 12. místo)

### Skoky do vody
Muži, 3m prkno
- Greg Louganis
  - Preliminary Round — 752.37
  - Finále — 754.41 (→  zlatá medaile)

- Ronald Merriott
  - Preliminary Round — 628.47
  - Finále — 661.32 (→  bronzová medaile)

### Šerm
Spojené státy americké reprezentovalo dvacet šermířů, patnáct mužů a pět žen.
Muži foil
- Peter Lewison
- Greg Massialas
- Mike McCahey

Muži team foil
- Mike Marx, Greg Massialas, Peter Lewison, Mark Smith, Mike McCahey

Muži épée
- Stephen Trevor
- Robert Marx
- Lee Shelley

Muži team épée
- Robert Marx, John Moreau, Peter Schifrin, Lee Shelley, Stephen Trevor

Muži sabre
- Peter Westbrook
- Steve Mormando
- Michael Lofton

Muži team sabre
- Peter Westbrook, Steve Mormando, Phillip Reilly, Joel Glucksman, Michael Lofton

Ženy foil
- Debra Waples
- Vincent Bradford
- Jana Angelakis

Ženy team foil
- Vincent Bradford, Sharon Monplaisir, Susan Badders, Debra Waples, Jana Angelakis

### Fotbal
- Preliminary Round (Group D)
  - United States – Costa Rica 3-0
  - United States – Italy 0-1
  - United States – Egypt 1-1
- Čtvrtfinále
  - Did not advance

- Team Roster
  - (01.) David Brcic (GK)
  - (02.) Bruce Savage
  - (03.) Gregg Thompson
  - (04.) Jeff Durgan
  - (05.) Kazbek Tambi
  - (06.) Angelo DiBernardo
  - (07.) Erhardt Kapp
  - (08.) Chico Borja
  - (09.) Steve Moyers
  - (10.) Rick Davis
  - (11.) Hugo Perez
  - (12.) Kevin Crow
  - (13.) Jean Willrich
  - (14.) Mike Fox
  - (15.) Jamie Swanner (Gk)
  - (16.) Jeff Hooker
  - (17.) Amr Aly

Head Coach: Alkis Panagoulias

### Házená

#### Muži
- Preliminary Round (Group B)
  - Lost to West Germany (19:21)
  - Lost to Denmark (16:19)
  - Lost to Sweden (18:21)
  - Lost to Spain (16:17)
  - Drew with South Korea (22:22)
- Classification Match
  - 9th/10. místo: Defeated Japan (24:16) → 9. místo

- Team Roster
  - James Buehning
  - Bob Djokovich
  - Tim Dykstra
  - Craig Gilbert
  - Steven Goss
  - William Kessler
  - Stephen Kirk
  - Peter Lash
  - Michael Lenard
  - Joseph McVein
  - Gregory Morava
  - Rod Oshita
  - Thomas Schneeberger
  - Joe Story
- 'Hlavní trenér: Javier Garcia

#### Ženy
- Team Roster
  - Pamela Boyd
  - Reita Clanton
  - Theresa Contos
  - Sandra de la Riva
  - Mary Dwight
  - Carmen Forest
  - Melinda Hale
  - Leora Jones
  - Carol Lindsey
  - Cynthia Stinger
  - Penelope Stone
  - Janice Trombly
  - Sherry Winn
- 'Hlavní trenér: Klement Capilar

### Pozemní hokej

#### Muži
- Preliminary Round (Group A)
  - United States – India 1-5
  - United States – West Germany 0-4
  - United States – Malaysia 1-4
  - United States – Spain 1-3
  - United States – Australia 1-2
- Classification Matches
  - 9th-12. místo: United States – Kenya 0-0 (Kenya wins after penalty strokes, 5-6)
  - 11th-12. místo: United States – Malaysia 3-3 (Malaysia wins after penalty strokes, 8-9)

- Team Roster
  - Mohammed Barakat
  - Ken Barrett
  - Rawle Cox
  - Trevor Fernandez
  - Scott Gregg
  - Manzar Iqbal
  - Michael Kraus
  - Randy Lipscher
  - David McMichael
  - Gary Newton
  - Michael Newton
  - Brian Spencer
  - Morgan Stebbins
  - Robert Stiles
  - Andrew Stone
  - Nigel Traverso

#### Ženy
- Round Robin
  - Spojené státy – Kanada 4-1
  - Spojené státy – Nizozemsko 1-2
  - Spojené státy – New Zealand 2-0
  - Spojené státy – Australia 1-1
  - Spojené státy – Západní německo 1-1

- Team Roster
  - Gwen Cheeseman (gk)
  - Beth Anders
  - Kathleen McGahey
  - Anita Miller
  - Regina Buggy
  - Christine Larson-Mason
  - Beth Beglin
  - Marcella Place
  - Julie Staver
  - Diane Moyer
  - Sheryl Johnson
  - Charlene Morett
  - Karen Shelton
  - Brenda Stauffer
  - Leslie Milne
  - Judy Strong

### Moderní pětiboj
Jednotlivci
- Mike Storm
- Greg Losey
- Dean Glenesk

Team
- Mike Storm
- Greg Losey
- Dean Glenesk

### Plavání

#### Muži
Muži 100m volný styl
- Rowdy Gaines
  - Rozběh — 50.41
  - Finále — 49.80 (→  zlatá medaile)

- Mike Heath
  - Rozběh — 50.39
  - Finále — 50.41 (→ 4. místo)

Muži 200m volný styl
- Mike Heath
  - Rozběh — 1:49.87
  - Finále — 1:49.10 (→  stříbrná medaile)

- Jeff Float
  - Rozběh — 1:50.95
  - Finále — 1:50.18 (→ 4. místo)

Muži 400m volný styl
- George DiCarlo
  - Rozběh — 3:53.44
  - Finále — 3:51.23 (→  zlatá medaile)

- John Mykkanen
  - Rozběh — 3:53.43
  - Finále — 3:51.49 (→  stříbrná medaile)

Muži 1500m volný styl
- Mike O'Brien
  - Rozběh — 15:21.04
  - Finále — 15:05.20 (→  zlatá medaile)

- George DiCarlo
  - Rozběh — 15:22.88
  - Finále — 15:10.59 (→  stříbrná medaile)

Muži 100m znak
- Rick Carey
  - Rozběh — 55.74
  - Finále — 55.79 (→  zlatá medaile)

- David Wilson
  - Rozběh — 56.71
  - Finále — 56.35 (→  stříbrná medaile)

Muži 200m znak
- Rick Carey
  - Rozběh — 1:58.99
  - Finále — 2:00.23 (→  zlatá medaile)

- Jesse Vassallo
  - Rozběh — 2:04.51
  - B-Finále — scratched (→ 17. místo)

Muži 100m Breaststroke
- Steve Lundquist
  - Rozběh — 1:03.55
  - Finále — 1:01.65 (→  zlatá medaile)

- John Moffet
  - Rozběh — 1:02.16
  - Finále — 1:03.29 (→ 5. místo)

Muži 200m Breaststroke
- Richard Schroeder
  - Rozběh — 2:19.23
  - Finále — 2:18.03 (→ 4. místo)

- John Moffet
  - Rozběh — DNS (→ nepostoupil, no ranking)

Muži 100m motýlek
- Pablo Morales
  - Rozběh — 53.78
  - Finále — 53.23 (→  stříbrná medaile)

Muži 200m motýlek
- Pablo Morales
  - Rozběh — 1:59.19
  - Finále — 1:57.75 (→ 4. místo)

- Patrick Kennedy
  - Rozběh — 2:00.28
  - Finále — 2:01.03 (→ 8. místo)

Muži 200m Jednotlivci Medley
- Pablo Morales
  - Rozběh — 2:04.32
  - Finále — 2:03.05 (→  stříbrná medaile)

- Steve Lundquist
  - Rozběh — 2:06.10
  - Finále — 2:04.91 (→ 5. místo)

Muži 400m Jednotlivci Medley
- Jesse Vassallo
  - Rozběh — 4:23.82
  - Finále — 4:21.46 (→ 4. místo)

- Jeff Kostoff
  - Rozběh — 4:22.55
  - Finále — 4:23.28 (→ 6. místo)

Muži 4x100m volný styl štafeta
- Matt Biondi, Chris Cavanaugh, Robin Leamy)
  - Rozběh — 3:20.14
- Chris Cavanaugh, Mike Heath, Matt BiondiaRowdy Gaines
  - Finále — 3:19.03 (→  zlatá medaile)

Muži 4x200m volný styl štafeta
- Geoff Gaberino, David Larson, Bruce HayesaRichard Saeger
  - Rozběh — 7:18.87
- Mike Heath, David Larson, Bruce Hayes
  - Finále — 7:15.69 (→  zlatá medaile)

Muži 4x100m Medley štafeta
- David Wilson, Richard Schroeder, Mike HeathaTom Jager
  - Rozběh — 3:44.33
- Rick Carey, Steve Lundquist, Pablo MoralesaRowdy Gaines
  - Finále — 3:39.30 (→  zlatá medaile)

#### Ženy Competition
Ženy 100m volný styl
- Nancy Hogshead
  - Rozběh — 55.85
  - Finále — 55.92 (→  zlatá medaile)

- Carrie Steinseiferová
  - Rozběh — 56.46
  - Finále — 55.92 (→  zlatá medaile)

Ženy 200m volný styl
- Mary Wayte
  - Rozběh — 2:00.69
  - Finále — 1:59.23 (→  zlatá medaile)

- Cynthia Woodhead
  - Rozběh — 2:00.85
  - Finále — 1:59.50 (→  stříbrná medaile)

Ženy 400m volný styl
- Tiffany Cohen
  - Rozběh — 4:11.49
  - Finále — 4:07.10 (→  zlatá medaile)

- Kim Linehan
  - Rozběh — 4:15.08
  - Finále — 4:12.26 (→ 4. místo)

Ženy 800m volný styl
- Tiffany Cohen
  - Rozběh — 8:41.86
  - Finále — 8:24.96 (→  zlatá medaile)

- Michelle Richardson
  - Rozběh — 8:32.64
  - Finále — 8:30.73 (→  stříbrná medaile)

Ženy 4x100m volný styl štafeta
- Dara Torresová, Jill Sterkel, Jenna JohnsonaMary Wayte
  - Rozběh — 3:43.65
- Jenna Johnson, Carrie Steinseiferová, Dara Torresová, Nancy Hogshead
  - Finále — 3:43.43 (→  zlatá medaile)

Ženy 4x100m Medley štafeta
- Betsy Mitchell, Susan Rapp, Jenna Johnson a Carrie Steinseiferová
  - Rozběh — 4:09.23
- Theresa Andrews, Tracy Caulkins, Mary T. MeagheraNancy Hogshead
  - Finále — 4:08.34 (→  zlatá medaile)

Ženy 100m znak
- Theresa Andrews
  - Rozběh — 1:02.94
  - Finále — 1:02.55 (→  zlatá medaile)

- Betsy Mitchell
  - Rozběh — 1:02.53
  - Finále — 1:02.63 (→  stříbrná medaile)

Ženy 200m znak
- Amy White
  - Rozběh — 2:15.40
  - Finále — 2:13.04 (→  stříbrná medaile)

- Tori Trees
  - Rozběh — 2:16.23
  - Finále — 2:15.73 (→ 5. místo)

Ženy 200m Jednotlivci Medley
- Tracy Caulkins
  - Rozběh — 2:14.47
  - Finále — 2:12.64 (→  zlatá medaile)

- Nancy Hogshead
  - Rozběh — 2:16.29
  - Finále — 2:15.17 (→  stříbrná medaile)

Ženy 400m Jednotlivci Medley
- Tracy Caulkins
  - Rozběh — 4:44.42
  - Finále — 4:39.24 (→  zlatá medaile)

- Sue Heon
  - Rozběh — 4:51.32
  - Finále — 4:49.41 (→ 4. místo)

### Volejbal

#### Muži
- Preliminary Round (Group A)
  - Defeated Argentina (3-1)
  - Defeated Tunisia (3-0)
  - Defeated South Korea (3-0)
  - Lost to Brazil (0-3)
- Semi Fináles
  - Defeated Canada (3-0)

- Finále
  - Defeated Brazil (3-1) →  zlatá medaile
- Team Roster
  - Aldis Berzins
  - Craig Buck
  - Rich Duwelius
  - Dusty Dvorak
  - Karch Kiraly
  - Chris Marlowe
  - Pat Powers
  - Steven Salmons
  - Dave Saunders
  - Paul Sunderland
  - Steve Timmons
  - Marc Waldie

#### Ženy
- Preliminary Round (Group B)
  - Defeated West Germany (3-0)
  - Defeated Brazil (3-2)
  - Defeated China (3-1)
- Semi Fináles
  - Defeated Peru (3-0)
- Finále
  - Lost to China (1-3) →  stříbrná medaile
- Team Roster
  - Paula Weishoff
  - Susan Woodstra
  - Rita Crockett
  - Laura Flachmeier
  - Carolyn Becker
  - Flo Hyman
  - Rose Magers
  - Julie Vollertsen
  - Debbie Green
  - Kimberly Ruddins
  - Jeanne Beauprey
  - Linda Chisholm
- 'Hlavní trenér: Arie Selinger

### Vodní pólo, muži
- Preliminary Round (Group B)
  - Defeated Greece (12-5)
  - Defeated Brazil (10-4)
  - Defeated Spain (10-8)
- Finále Round (Group D)
  - Defeated Netherlands (8-7)
  - Defeated Australia (12-7)
  - Defeated West Germany (8-7)
  - Drew with Yugoslavia (5-5) →  stříbrná medaile

- Team Roster
  - Craig Wilson
  - Kevin Robertson
  - Gary Figueroa
  - Peter Campbell
  - Doug Burke
  - Joseph Vargas
  - Jon Svendsen
  - John Siman
  - Andrew McDonald
  - Terry Schroeder
  - Jody Campbell
  - Timothy Shaw
  - Christopher Dorst